# Fred Dryer
Fred Dryer, nome d'arte di John Frederick Dryer (Hawthorne, 6 luglio 1946), è un ex giocatore di football americano, attore e produttore cinematografico statunitense.

## Biografia

### Carriera al college
Figlio di Charles F. Dryer e Genevieve Nell Clark, Dryer iniziò la carriera di giocatore di football alla Lawndale High School di Lawndale nella Contea di Los Angeles. Poi ha frequentato l'El Camino Junior College prima di trasferirsi alla San Diego State University (SDSU).
Dryer è stato inserito nella El Camino C.C. Athletic Hall Of Fame nel 1988, come socio fondatore ed è stato Atleta dell'Anno 1966 per la sua performance sul campo da football. Dryer è stato anche un 1966 Junior College All-American

### Carriera professionistica
Dryer fu scelto nel primo giro del Draft NFL 1969 dai New York Giants, per poi passare nel 1972 ai Los Angeles Rams. È tuttora l'unico atleta ad aver messo a segno due safety nella NFL nel corso dello stesso incontro, in occasione della sfida interna dei Rams contro i Green Bay Packers del 24 ottobre 1973.

#### Palmarès
- Convocazioni al Pro Bowl (1975)
- First-team All-Pro (1974)
- Second-team All-Pro (1975)
- College Football Hall of Fame

#### Record NFL
- Maggior numero di safety in una partita - 2
- Maggior numero di safety in una stagione - 2 (condiviso)

### Carriera da attore
La sua prima apparizione cinematografica è del 1976 nel film Gus - Uno strano campione di football. Decide di dedicarsi al mondo del cinema e nel 1979 studia recitazione.
Nel 1981 lascia il mondo sportivo per un incidente ma verrà ricordato in seguito, infatti nel 28 maggio 1997 riceve l'onore di essere inserito nel College Football Hall of Fame.
Il suo ruolo più importante è stato quello del sergente di polizia Rick Hunter nella serie televisiva Hunter.

## Vita privata
Nel 1983 ha sposato la Playmate Tracy Vaccaro, dalla quale ha divorziato nel 1988. La coppia ha avuto una figlia, Caitlin Nell Dryer.
Fred Dryer è un sostenitore del Partito Repubblicano e grande ammiratore del Presidente Ronald Reagan.

## Filmografia

### Attore
- Gus - Uno strano campione di football (Gus) (1976) (non accreditato)
- Disneyland – serie TV, episodio Gus (1977) (non accreditato)
- Laverne & Shirley – serie TV, episodio Not Quite New York (1980)
- Lou Grant – serie TV, episodio Violence (1981)
- The Star Maker, regia di Lou Antonio – film TV (1981)
- A Girl's Life – film TV (1981)
- The Kid from Nowhere – film TV (1982)
- CHiPs – serie TV, episodio Force Seven (1982)
- Something So Right – film TV (1982)
- The Rousters – film TV (1983)
- The Rousters – serie TV, episodio The Rousters (1983)
- The Fantastic World of D.C. Collins – film TV (1984)
- Cuore e batticuore (Hart to Hart) – serie TV, episodio Slam Dunk (1984)
- La corsa più pazza d'America n. 2 (The Cannonball Run II) (1984)
- Hunter – film TV (1984)
- Hunter – serie TV, 152 episodi (1984-1991)
- Il sergente di fuoco (Death Before Dishonor) (1987)
- Cin cin (Cheers) – serie TV, episodi Intervista Sam (1982), Vecchi amori (1983) e I' on Sports (1987)
- Mickey's 60th Birthday – film TV (1988)
- Jack O'Brien: un'avventura orientale (Day of Reckoning) – film TV (1994)
- Hunter - Giustizia a Los Angeles (The Return of Hunter) – film TV (1995)
- Mike Land: professione detective (Land's End) – serie TV (1996)
- Ask Harriet – serie TV, episodio Pumps and Circumstances (1998)
- Un detective in corsia (Diagnosis Murder) – serie TV, episodi Intrigo al dipartimento (1997), Iniezione letale (1ª parte) (1998) e Iniezione letale (2ª parte) (1998)
- Scambio d'identità (Stray Bullet) (1998)
- The Independent (2000)
- Warm Texas Rain (2000)
- Relic Hunter – serie TV, episodio 2x07 (2000)
- Wild Grizzly – film TV (2000)
- Highway 395 (2000)
- Hunter - Ritorno alla giustizia (Hunter: Return to Justice) – film TV (2002)
- Virus: corsa contro il tempo (Shakedown) (2002)
- Hunter - Ritorno in polizia (Hunter: Back in Force) – film TV (2003)
- Hunter – serie TV (2003)
- Fire Over Afghanistan (2003)
- Out of Practice - Medici senza speranza (Out of Practice) – serie TV, episodio Il medico dell'anno (2005)
- Suits on the Loose (2005)
- Incinta per caso (Accidentally on Purpose) – serie TV, episodio La vita è meravigliosa (2009)
- The Exes – serie TV, episodio Take This Job and Shove It (2013)
- Snake and Mongoose (2013)
- The Millers – serie TV, episodio Internet Dating (2013)
- The Wrong Woman – film TV (2013)
- Crisis – serie TV, episodi Here He Comes (2014), Homecoming (2014), How Far Would You Go (2014) e This Wasn't Supposed to Happen (2014)
- Agent X – serie TV, episodio Le conseguenze di bugie e verità (2015)
- NCIS - Unità anticrimine (NCIS) – serie TV, episodio 16x05 (2018)

### Regista
- Hunter – serie TV, episodi Un giudizio affrettato (1987), La donna di giada (1987), La ragazza della spiaggia (1988), Sono il più forte (1989) e Un teste senza memoria (1990)
- Highway 395 (2000)

### Produttore esecutivo
- Hunter – serie TV, 44 episodi (1989-1991)
- Jack O'Brien: un'avventura orientale (Day of Reckoning) – film TV (1994)
- Hunter - Giustizia a Los Angeles (The Return of Hunter) – film TV (1995)
- Hunter - Ritorno alla giustizia (Hunter: Return to Justice) – film TV (2002)
- Hunter - Ritorno in polizia (Hunter: Back in Force) – film TV (2003)
- Hunter – serie TV (2003)

### Sceneggiatore
- Mike Land: professione detective (Land's End) – serie TV (1996)

### Doppiatore
- Cin cin (Cheers) – serie TV, episodio Ama il vicino tu (1985)
- Justice League – serie TV, episodi Venti di guerra (seconda parte) (2002) e Venti di guerra (terza parte) (2002)

## Doppiatori italiani
Nelle versioni in italiano delle opere in cui ha recitato, Fred Dryer è stato doppiato da:
- Sergio Di Stefano in Hunter, Hunter - Giustizia a Los Angeles, Mike Land - Professione detective, Hunter - Ritorno alla giustizia, Hunter - Ritorno in polizia, Wild Grizzly, Hunter (2003)
- Natale Ciravolo in Cin cin (ep. 2x07)
- Ennio Coltorti in Un detective in corsia
- Diego Reggente in Chips
- Stefano De Sando in Relic Hunter
- Stefano Mondini in Crisis
- Luca Biagini in Agents of S.H.I.E.L.D.
- Luca Dal Fabbro in Agent X
- Pierluigi Astore in NCIS - Unità anticrimine